# Matthias Drescher
Matthias Drescher (* 12. Juni 1971 in Halle (Saale)) ist ein deutscher Filmproduzent und Drehbuchautor. Er ist bekannt für Filme wie Schuld sind immer die Anderen, Schmidts Katze und Der Sandmann.

## Leben
Drescher wuchs in Halle/Saale auf. Er studierte Produktion an der Filmakademie Baden-Württemberg. Als Produzent war er u. a. für die 2006 gedrehte ProSieben-Fernsehserie „Alles außer Sex“ verantwortlich. Seine Produktion "Schuld sind immer die Anderen" war für den Grimme-Preis 2014 nominiert und gewann zahlreiche Preise.
In den 1990er Jahren spielte er Schlagzeug u. a. bei der Punkband N.F.P. und dem Zufallsorchester, der Liveband von André Kudernatsch'.
Seit 2009 ist er gemeinsam mit Philipp Knauss Geschäftsführer des Film- und Fernsehlabors Ludwigsburg.

## Filmografie (Auswahl)
- 2005/2007: Alles außer Sex (Serie)
- 2012: Schuld sind immer die Anderen (Produzent)
- 2012: Der Sandmann (Fernsehfilm, Produzent)
- 2013: Prisoners of the Sun (ausführender Produzent)
- 2014: Krieg der Lügen[8] (Dokumentation, Co-Produzent)
- 2015: Schmidts Katze (Produzent)
- 2022: Kash Kash (Produzent)